# Usina Nuclear de Zaporíjia
A Usina Nuclear de Zaporíjia (em ucraniano:  Запорізька АЕС) em Enerhodar, no oblast de Zaporíjia, Ucrânia, é a maior usina nuclear da Europa e está entre as 10 maiores usinas nucleares do mundo em capacidade instalada e em produção de energia.

## Visão geral
A usina está localizada na Ucrânia central, próxima da cidade de Enerhodar, nos bancos do Reservatório Kakhovka no Rio Dnieper. Ela tem 6 reatores de água pressurizada do tipo VVER-1000, cada qual gerando 950 MWe, para um total de 5 700 MW e. de capacidade instalada. Os primeiros cinco reatores foram conectados entre 1985 e 1989, o sexto foi adicionado em 1995. A usina produz quase metade da eletricidade do país derivada de energia nuclear e mais de um quinto da eletricidade gerada na Ucrânia. A usina de carvão de Zaporíjia também está localizada perto na região.
A Energoatom é a dona e operadora da usina nuclear, os reatores foram fornecidos pela Atomstroyexport, com 6 reatores de 950 MW e capacidade total de 5 700 MW, produziu em 2016 29,299 GW·h, ou seja, um fator de capacidade de 58,68%.

## Agitação de 2014
Em maio de 2014, 40 membros armados fingindo serem representantes do Pravyy Sektor, alegadamente tentaram ganhar acesso ao local da usina. Os homens foram impedidos pela polícia ucraniana antes de entrarem em Enerhodar. As intenções reais dos homens armados são incertas, já que Pravyy Sektor clamou que eles tinham "nenhum plano de atacar a usina nuclear."
A Usina Nuclear de Zaporíjia está localizada cerca de 200 km longe da Guerra em Donbass e suas zonas de combate que eram bem severas em 2014. Em 31 de agosto de 2014, um membro da Greenpeace, Tobias Münchmeyer, expressou preocupação sobre a usina nuclear poder ser atingida pela artilharia pesada vinda do conflito.

## Incidentes

### Acidente de 2014
Em 3 de dezembro de 2014, o Primeiro Ministro da Ucrânia Arseny Yatseniuk anunciou a ocorrência de um acidente vários dias atrás na usina. A causa do acidente reportado foi um curto circuito no sistema de tomada de energia e não estava relacionado com o local de produção de energia em si. Um dos seis reatores da usina foi desligado duas vezes em dezembro de 2014. Isso e a falta de carvão para as usinas de carvão da Ucrânia levou a apagões por todo o país, do início até o fim de 2014.

### Invasão da Ucrânia pela Rússia em 2022
As unidades 1 a 4 permaneceram operacionais em 25 de fevereiro de 2022, enquanto as unidades 5 e 6 foram desativadas.
Em 28 de fevereiro de 2022, durante a invasão russa da Ucrânia , a Rússia alegou ter capturado a usina, bem como a Enerhodar. O prefeito de Enerhodar, Dmitri Orlov, posteriormente negou esta afirmação.
Em 3 de março de 2022, as forças russas tentaram assumir o controle da usina. Orlov anunciou mais tarde no Telegram que alguns dos edifícios localizados na usina nuclear estão queimando devido a ataques de artilharia realizados pelas forças russas. O ministro das Relações Exteriores ucraniano, Dmytro Kuleba, alertou que, se a usina explodisse, a precipitação poderia ser 10 vezes maior do que o desastre de Chernobyl.
Na manhã de 4 de março, horário local, os bombeiros tiveram acesso à usina e conseguiram extinguir o fogo. No final da manhã, depois de confirmar que não havia mudanças nos níveis de radiação, as tropas russas conquistaram a usina.
Na noite do dia 9 de março de 2022, horário local, a Agência Internacional de Energia Atômica, informou que perdeu o contato com a usina por problemas de comunicação, contudo não divulgou mais detalhes sobre a falha.

## Reatores
| Unidade   | Tipo          | Potência para a rede | Início da construção  | Operação comercial      | Descomissionamento |
| --------- | ------------- | -------------------- | --------------------- | ----------------------- | ------------------ |
| Unidade 1 | VVER-1000/320 | 950 MW               | 1 de abril de 1980    | 25 de dezembro de 1985  | -                  |
| Unidade 2 | VVER-1000/320 | 950 MW               | 1 de janeiro de 1981  | 15 de fevereiro de 1986 | -                  |
| Unidade 3 | VVER-1000/320 | 950 MW               | 1 de abril de 1982    | 5 de março de 1987      | -                  |
| Unidade 4 | VVER-1000/320 | 950 MW               | 1 de abril de 1983    | 14 de abril de 1988     | -                  |
| Unidade 5 | VVER-1000/320 | 950 MW               | 1 de novembro de 1985 | 27 de outubro de 1989   | -                  |
| Unidade 6 | VVER-1000/320 | 950 MW               | 1 de junho de 1986    | 17 de setembro de 1996  | -                  |

## Mídia
- ЧАЕС — нагадування чи спогади? /Кореспондент/
- Чорнобиль — Захід: умов більше, допомоги менше